# Maria Schininà
Maria Schininà Arezzo, in religione Maria del Sacro Cuore di Gesù (Ragusa, 10 aprile 1844 – Ragusa, 11 giugno 1910), è stata una religiosa italiana, fondatrice delle Suore del Sacro Cuore di Gesù.
Nel 1990 papa Giovanni Paolo II l'ha beatificata.

## Biografia
Maria Schininà, appartenente a una nobile famiglia ragusana, nacque in Via Addolorata a Ragusa superiore, figlia di Giambattista Schininà (1808-1865) dei Marchesi di Sant'Elia e dei Baroni di San Filippo del Monte, e di Rosalia Arezzo Grimaldi (1812-1884) dei Duchi di San Filippo delle Colonne. Era inoltre imparentata con Corrado Arezzo de Spuches di Donnafugata, Maria Paternò Arezzo e Giuseppe Schininà di Sant'Elia. 
Quinta di otto figli, ricevette un'educazione religiosa fin da bambina. Dopo la morte del padre nel 1865, rifiutando ogni proposta di matrimonio, rimase con la madre che non la ostacolò nel seguire la sua vera vocazione cristiana. Si spogliò dunque delle proprie ricchezze, vestendo gli abiti del popolo (contro le rimostranze di parenti e amici di famiglia, ma non della madre), correndo in aiuto dei più bisognosi, dei lebbrosi e delle donne madri. I “tuguri” della povera gente diventarono la “sua nova casa”, e venne così soprannominata la “madre dei poveri”. Nel 1877, la diocesi siracusana la nominò direttrice dell'associazione "Figlie di Maria", raccogliendo attorno a sé tante giovani donne, vivacizzando la chiesa ragusana, nonché istituendo e promuovendo nuove forme di apostolato nella società (come l'insegnamento del catechismo ai fanciulli, la solennità della Prima comunione, il soccorso dei poveri a domicilio, etc).
Morta anche la madre nel 1884, decise di farsi suora di clausura, ma il vescovo di Siracusa le consigliò di continuare nell'opera di misericordia già professata nella sua città natale. Al suo gruppo di apostolato si unirono altre compagne, fin quando nel 1889 fondò l'Istituto del Sacro Cuore di Ragusa, la cui missione consisteva nell'aiutare le orfane abbandonate e povere, nel diffondere il catechismo nel territorio, dare assistenza a poveri, anziani, carcerati ed ammalati, nonché agli operai impiegati nei lavori più umili e duri.
Ricevuta in udienza da Papa Leone XIII nel 1890, nel 1892 iniziò la costruzione della prima casa dell'Istituto del Sacro Cuore, che ne divenne poi la Casa madre. Nei primi anni del '900, con il supporto di alcune suore carmelitane venute a Ragusa in suo aiuto, fondò la congregazione delle Suore del Sacro Cuore di Gesù, che furono peraltro molto attive nel periodo immediatamente successivo al terremoto di Messina. Prese il nome di madre Maria del Sacro Cuore.
Presaga di esser giunta ai suoi ultimi giorni, ma sicura ed appagata di aver dato una certa stabilità alla propria congregazione, dopo aver lasciato alle altre suore del Sacro Cuore il "comandamento dell'amore" come suo ultimo testamento spirituale, morì a Ragusa l'11 giugno del 1910.

## Il culto
La sua causa di canonizzazione venne introdotta il 16 gennaio 1975: dichiarata venerabile il 13 maggio 1989, è stata proclamata beata da papa Giovanni Paolo II il 4 novembre 1990.
La sua memoria liturgica ricorre l'11 giugno.